# Nou Mestalla
 (mars 2022).
Le Nou Mestalla est un stade en construction situé dans le quartier de Benicalap sur la Avenida Cortes Valencianas de Valencia à Valence en Espagne.
Il est censé accueillir à terme les matchs à domicile du Valence CF et pourra accueillir 70 044 personnes, mais sa construction est arrêtée depuis 2009,. Les travaux ont repris en janvier 2025.

## Histoire
À l'origine, le stade devait être inauguré en août 2011 pour remplacer le Stade Mestalla. Son coût est estimé entre 300 et 350 millions d'euros. Les difficultés économiques du club ont considérablement ralenti la construction du nouveau stade. En février 2009, les travaux sont arrêtés, pour une durée encore indéfinie, à la suite de multiples défauts de paiements.
Le 12 décembre 2011, le Valence CF annonce dans un communiqué officiel qu'un accord a été conclu avec le conglomérat bancaire Bankia. Cet accord permet de financer la reprise des travaux. En septembre 2012, Bankia rompt son accord avec le club, le stade reste inachevé.
Le 20 février 2015, le Valence CF renégocie sa dette avec la banque et la mairie et les travaux reprennent la semaine suivante puis sont à nouveau arrêtés.
En juillet 2024, avec la prochaine coupe du monde 2030 se déroulant en Espagne, au Portugal et au Maroc, la fédération espagnole décide de débuter des négociations avec les dirigeants de la Liga et du Valence CF, à partir de ce moment là, la fédération accorde 6 mois pour les dirigeants du club pour trouver des investisseurs, pour ensuite pouvoir eux aussi financer la suite des travaux.

## Galerie

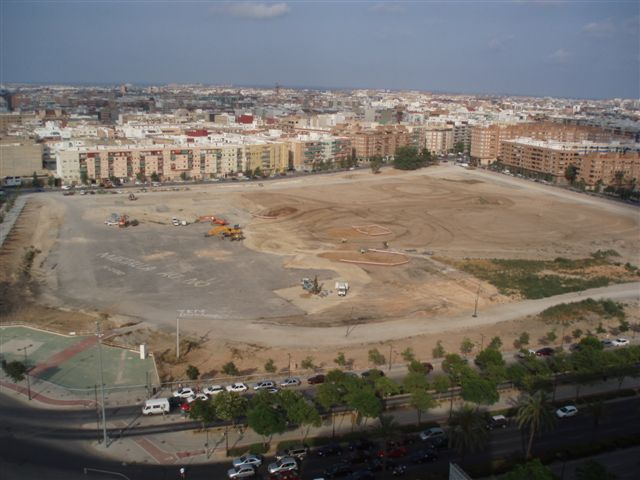
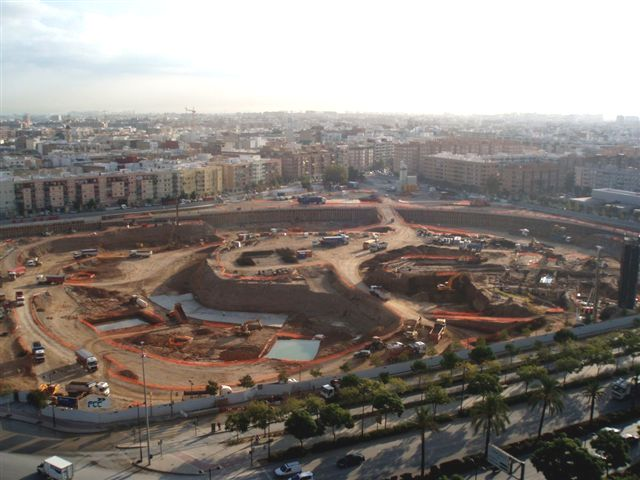